# Dystrykt Ambanja
Ambanja – dystrykt Madagaskaru na północy państwa, w regionie Diana. Stolica dystryktu mieści się w Ambanja. Według spisu z 2018 roku liczy 237 tys. mieszkańców.
W skład dystryktu wchodzi 18 gmin (kaominina):
1. Ambalahonko
2. Ambanja
3. Ambodimanga
4. Ambohimarina
5. Ankatafa
6. Ankingameloko
7. Anorotsangana
8. Antafiambotry
9. Antranokarany
10. Antsakoamanondro
11. Antsatsaka
12. Antsirabe
13. Bemanevika Est
14. Bemaneviky Ouest
15. Djangoa
16. Maherivaratra
17. Marotolana
18. Marovato